# Caudron G.3
Le Caudron G.3 était un monomoteur français biplan construit par Caudron et intensivement utilisé pendant la Première Guerre mondiale comme appareil de reconnaissance et d'entraînement. Il avait une meilleure vitesse ascensionnelle que ses concurrents et était considéré comme particulièrement adapté aux terrains montagneux.

## Développement

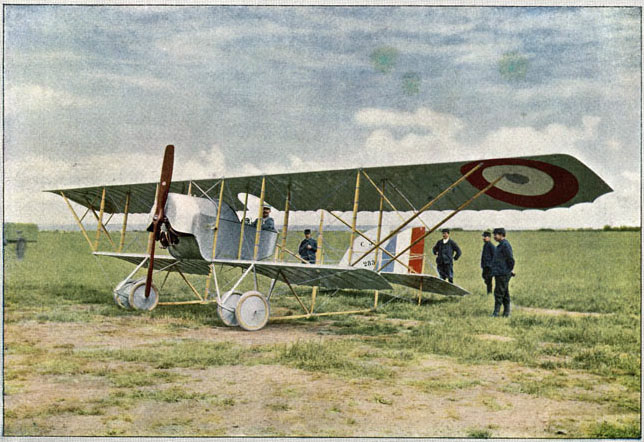
Un Caudron G.3, autochrome du 9 septembre 1914.

Le Caudron G.3 fut conçu par René et Gaston Caudron sur la base de leur précédent Caudron G.2 pour un usage militaire. Le premier vol eut lieu en mai 1914 sur leur aérodrome du Crotoy. Le pilote est dans une nacelle située au niveau des ailes, l'appareil est propulsé par un unique moteur en étoile monté à l'avant de l'appareil, l'empennage est double. Le biplan utilisa des ailes à déformations avant qu'elles ne soient remplacées par des ailerons conventionnels situés sur l'aile haute.
À la suite de la déclaration de guerre de 1914, l'appareil a été commandé en grande quantité. Les usines Caudron fabriquèrent 1 423 avions (2 450 de ces appareils furent construits en France) et il fut construit sous licence dans divers autres pays : 233 furent construits au Royaume-Uni et 166 en Italie. Par patriotisme, les frères Caudron ne demandèrent pas de dividendes pour la licence de construction.
Normalement, le G.3 n'était pas armé, bien que certains appareils aient été équipés de mitrailleuses légères et de bombes à main artisanales. Le bimoteur Caudron G.4 succéda au G.3.

## Engagement militaire
L'escadrille française C11 fut équipée de G.3 à la déclaration de guerre et fut bien équipée pour de la reconnaissance. L'appareil se montra efficace. Peu à peu, ses faibles performances et l'absence d'armes le rendirent trop vulnérable pour équiper la ligne de front, d'où il fut définitivement retiré en 1916. L'Italie utilisa également le G.3 jusqu'en 1917 pour de la reconnaissance à large échelle, ainsi que les Britanniques, qui l'équipèrent de petites bombes et de mitrailleuses pour de l'attaque au sol.
À la fin de la guerre, il servit d'avion d'entraînement. Le Caudron G.3 fut également utilisé par la Chine : ces appareils restèrent en service pour l'entraînement jusqu'à ce que la plupart soient capturés par les Japonais.

## Engagement civil

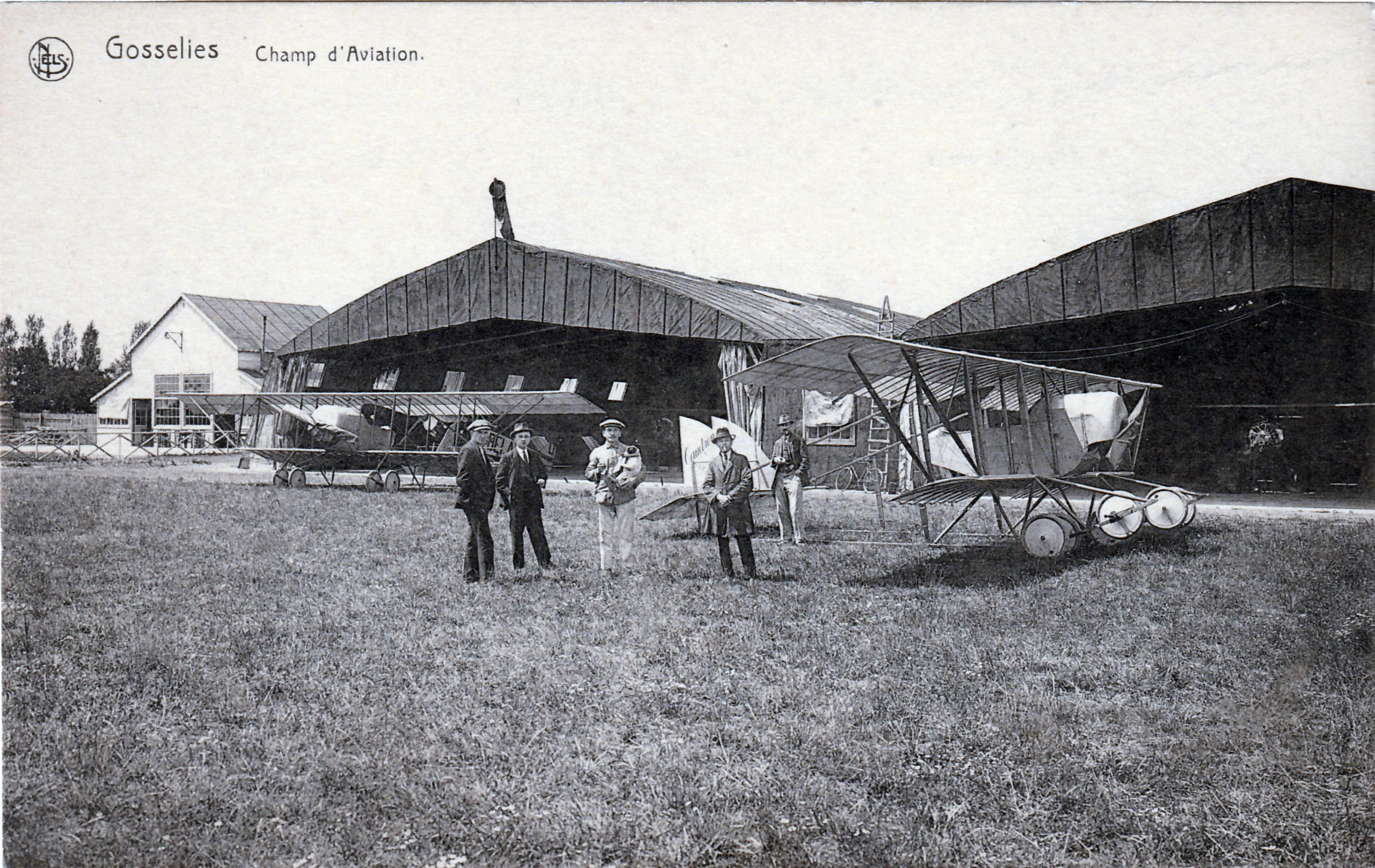
Deux Caudron G.3 au champ d'aviation de Gosselies en Belgique dans les années 1920.

Léger et maniable, le Caudron G.3 était réputé sûr et solide.
Le 19 janvier 1919, Jules Védrines atterrit avec un G.3 sur les 25 m de piste que constituait le toit des Galeries Lafayette, boulevard Haussmann à Paris.
Le 24 août 1919 de la même année, Auguste Maïcon passe à deux reprises avec son G.3 sous le pont Napoléon-III entre Nice et Saint-Laurent-du-Var.
En avril 1921, Adrienne Bolland est la première femme à franchir la cordillères des Andes et ce, à bord d'un G.3, avec un moteur le Rhône de 80ch[réf. nécessaire]. Son vol dura 4 h 15, à une vitesse moyenne de 50 km/h[réf. nécessaire].
Le 6 octobre 1925, l’aviatrice Maryse Bastié, qui venait d’obtenir son brevet de pilote à Bordeaux, passe avec un G.3 sous les câbles du pont transbordeur de Bordeaux[réf. nécessaire].

## Variantes
La majorité des G.3 étaient du modèle A2, utilisés par de nombreuses armées de l'air sur le front ouest, en Russie et au Moyen-Orient. Les G.3 D2 étaient des appareils biplace d'entraînement équipés avec des commandes doubles. Le E2 était la version monoplace de l'appareil d'entraînement. La version R1 a été développée sur la version de base par la France et utilisée pour l'entraînement au roulage. D'importantes sections d'ailes étaient enlevées lors de la fabrication pour éviter que l'avion ne s'envole. La dernière version, le G3.12 était équipé d'un moteur en étoile plus puissant, Anzani 10.
En Allemagne, Gotha fabriqua des copies des G.3 connus sous les noms de LD3 et LD4 (Land Doppeldecker - Biplan de terrain).

## Survivants

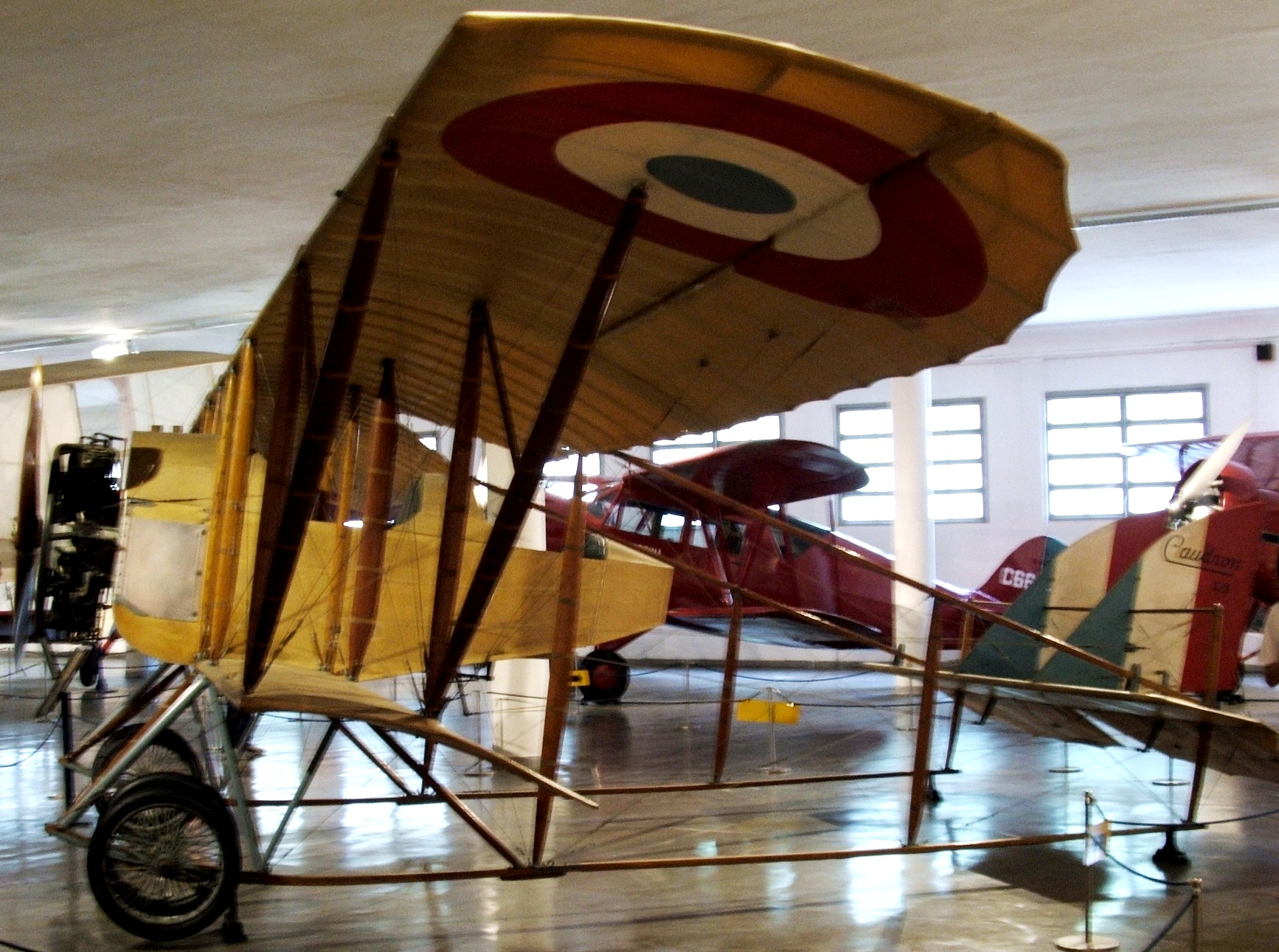
Caudron G.3 au musée aérospatial de Rio de Janeiro.

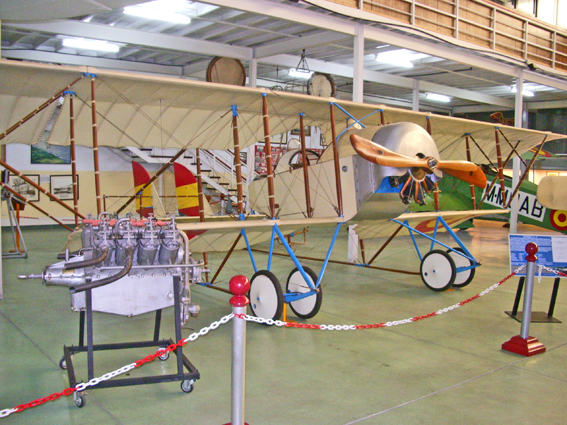
Caudron G.3 réplique au musée de l'air de Madrid.

Malgré son utilisation massive dans le monde entier, il ne reste qu'une demi-douzaine de Caudron G3 authentiques : 
- un exemplaire aux couleurs du n°324 au Musée de l'Air et de l'Espace de Paris - Le Bourget ;
- un exemplaire aux couleurs du n°2531 au Musée Royal de l'Armée de Bruxelles ;
- un exemplaire aux couleurs du n°1E18 au Musée de l'aviation de Finlande de Halli ;
- un exemplaire aux couleurs du n°3066 au Musée de la Royal Air Force de Hendon (UK) ;
- un exemplaire, datant de 1916, exposé au Musée Aérospatial de Rio de Janeiro ;
- le numéro C.2865, construit en septembre 1916, en cours de restauration en état de vol par Antoine Ros, restaurateur professionnel d’appareils historiques[5].
- un exemplaire, vraisemblablement restauré sur la base d'un original, présenté au Musée aéronautique de Maracaï au Venezuela.

Plusieurs répliques ont été réalisées notamment en France et aux USA, dont certaines sont aptes au vol.

## Opérateurs
Argentine
 Australie
 Belgique
 Brésil
 Chine
 Colombietrois avions, les premiers appareils militaires de son histoire.
 Danemark
 Salvadortrois avions
 FinlandeL'armée de l'air finlandaise acheta 12 avions à la France en 1920. Six d'entre eux furent construits en Finlande par Santahaminan ilmailutelakka
 France38 escadrilles.
 Grèce
 Italie
 Japon
 Pérouun avion
 Portugal
 Pologne
 Roumanie
 Russie
 Serbie
 Espagne8 appareils achetés en 1919.
 Royaume-UniRoyal Flying Corps, escadrilles 1, 4, 5, 19, 23, 25 et 29 ;
 États-Unis
 Venezuela